# Spaghetti alla puttanesca
Spaghetti alla puttanesca (doslova „špagety podle kurvy“) je italské těstovinové jídlo pocházející z oblasti Kampánie a Lazia. Jeho základem jsou špagety, podávané s omáčkou z rajčat, oliv, česneku, kaparů, ančoviček a feferonky.
První zmínka o tomto pokrmu se nachází v románu Raffaele di Capria Smrtelné zranění z roku 1961. Podle jedné teorie se jídlo skutečně připravovalo v neapolských nevěstincích. Podle druhé je vytvořil Sandro Petti, restauratér z ostrova Ischia, když k němu pozdě večer přišli hosté a dožadovali se jídla. Protože majitel už nic z jídelníčku neměl, rychle uvařil špagety a přidal k nim všechno, co ve spíži našel. Výsledek podával s omluvnou poznámkou puttanata (což v hovorové italštině znamená zhruba něco jako švindl), ale improvizovaný recept měl velký úspěch.
Kromě špaget se dají s omáčkou puttanesca připravovat i penne nebo jiné druhy těstovin.